# 가와부치 사부로
가와부치 사부로(일본어: 川淵 三郎, 1936년 12월 3일 ~ )는 일본의 전직 축구 선수로 현역 시절 제프 유나이티드 지바에서 공격수로 활약했다.

## 선수 시절

### 클럽
1936년 일본 오사카부 다카이시에서 태어나 1961년 제프 유나이티드 지바에 입단 후 1970년 은퇴할 때까지 10시즌동안 일본 사커 리그 1회 준우승, 천황배 2회 우승 및 1회 준우승 등에 기여했으며 1965년에는 나고야 웨스트를 상대로 해트트릭을 작성했고 1966년에는 일본 사커 리그 어시스트상을 수상하기도 했다.

### 국가대표팀
1958년 12월 25일 홍콩과의 국제 A매치 데뷔전에서 데뷔하자마자 멀티골을 터뜨리며 맹활약한 뒤 1962년 아시안 게임에 출전했으나 조별리그 탈락의 고배를 마셨고 자국에서 열린 1964년 하계 올림픽에서는 아르헨티나와의 D조 조별리그 2차전에서 동점골을 터뜨리며 팀 승리와 함께 8강 진출의 교두보를 마련했으며 A매치 통산 26경기 8골의 기록을 남기고 1965년 국가대표팀 유니폼을 반납했다.

## 은퇴 이후
1970년 은퇴 후 제프 유나이티드 지바의 코치로 지도자 커리어를 시작했고 이후 1973년 감독으로 승격하여 1975년까지 팀을 이끈 뒤 1980년 일본 A대표팀의 사령탑을 맡아 1982년 FIFA 월드컵 아시아·오세아니아 지역 예선에서 팀을 이끌었지만 본선에는 올려놓지 못했다.
이후 1991년부터 2001년까지 J리그 의장, 2002년부터 2008년까지 일본 축구 협회의 10대 회장을 지낸 후  2015년부터 2016년까지 일본 농구 협회 회장직을 지내기도 했으며 그 밖에도 2002년 FIFA 월드컵 일본 유치 위원회 실행부 위원장과 일본 유치 위원회 부회장 등을 역임하며 일본 축구 역사상 첫 월드컵 16강 진출에 힘을 보탰다.
그 후 2020년 하계 올림픽 및 2020년 하계 패럴림픽 조직위원회 위원으로 활동했으며 2021년 2월 여성비하 발언으로 여론의 비난을 받으며 물러난 모리 요시로 전 총리로부터 위원장직을 승계할 것을 요청받았으나 위원장직을 맡지 않겠다며 거절의 뜻을 밝혔다.

## 통계
| 일본 | 일본 | 일본 |
| 연도 | 출전 | 득점 |
| ---- | ---- | ---- |
| 1958 | 2    | 2    |
| 1959 | 9    | 3    |
| 1960 | 1    | 0    |
| 1961 | 6    | 1    |
| 1962 | 6    | 2    |
| 1963 | 0    | 0    |
| 1964 | 0    | 0    |
| 1965 | 2    | 0    |
| 통산 | 26   | 8    |